# Ley antitabaco de Argentina
La Ley N.º 26.687, conocida como Ley Nacional Antitabaco, es una legislación argentina de "regulación de la publicidad, producción y consumo de los productos elaborados con tabaco". Fue sancionada el 1 de junio de 2011 y promulgada el 13 de junio de 2011. 
Los puntos principales de la ley son la obligación de que en los atados aparezcan advertencias sobre el riesgo de fumar y la prohibición de fumar en lugares cerrados. La aplicación de la ley aumentó el precio de los cigarrillos en el país y logró un descenso en la cantidad de fumadores entre 2005 y 2013.

## Contexto
En mayo de 2003, Argentina suscribió en Ginebra el Convenio Marco para el Control del Tabaco con el principal argumento de proteger la salud pública, bajo el reconocimiento por parte de los Estados miembros de la Organización Mundial de la Salud.
En Argentina fallecen al año aproximadamente unas 40.000 personas por causas vinculadas con el tabaco, principalmente afecciones cancerígenas y respiratorias; siendo la Argentina el tercer mayor consumidor de tabaco de América Latina y el Caribe.[cita requerida]
En 2007 se estableció el Programa Nacional de Control de Tabaco, prohibiéndose la venta a menores de edad.

## Tratamiento
En 2010 se presentó el proyecto de ley nacional antitabaco.
La ley decreta la obligación de que en los atados aparezcan advertencias sobre el riesgo de fumar, esas leyendas deben ocupar el 30% de la parte superior de cada uno de los lados del paquete y renovarse cada 6 meses. Establecía además que las tabacaleras estarán obligadas a colocar en los atados imágenes —ocuparán el 70% de uno de los lados del paquete— , la prohibición total de publicidad o promoción de marcas de cigarrillos a través de cualquier medio de comunicación masivo, cada atado también deberá traer el número del servicio telefónico gratuito que se habilitará para dejar de fumar, la prohibición de venta de cigarrillos a menores de 18 años, la prohibición de las máquinas expendedoras de cigarrillos
Fue sancionada el 1 de junio de 2011 y promulgada el 13 de junio de 2011. 

## Consecuencias
La entrada en vigencia de la ley provocó el aumento del 53% en el precio final del cigarrillo a partir de la suba del impuesto fijo al tabaco. Así, Argentina deja de tener los cigarrillos más baratos de Latinoamérica, para ponerse en el nivel de los países vecinos.
La Tercera Encuesta de Factores de Riesgo del Ministerio de Salud, indica que en 2005 fumaba el 29,7% de la población adulta, y en 2013 esa proporción bajó al 25,1%. En el caso de los jóvenes, el consumo de cigarrillos disminuyó del 24,5% correspondiente al año 2007 al 19,6% en 2012 -lo que representó 30 mil fumadores menos.
Desde el punto de vista sanitario se calcula que se evitaron 2500 muertes por año, 4500 infartos, 1500 accidentes cerebrovasculares y 1100 casos de cáncer. La misma encuesta señala que la exposición habitual al humo de tabaco ajeno descendió del 52% en 2005 al 36,3% en 2013, mientras que en los lugares de trabajo pasó del 34% al 25%, y en bares o restaurantes del 47,2% al 25,1% en el mismo período.

## Listas de provincias con ley antitabaco
- Provincia de Buenos Aires: con la aprobación de la ley 13894 en 2008 la Provincia de Buenos Aires se incorporó al conjunto de provincias argentina que disponen de una Ley Antitabaco.

- Ciudad Autónoma de Buenos Aires: el 1 de octubre de 2006 entró en vigencia en su totalidad la Ley 1.799,[7] dictada por la Legislatura de la ciudad  que establece la prohibición de fumar en los edificios públicos del gobierno porteño así como lugares privados (bares, restaurantes, shoppings y cibercafés, entre otros). Desde el 1 de enero de 2007 no se permite en la jurisdicción de la Capital la publicidad de tabaco en la vía pública. La norma prevé el diseño de campañas, así como la penalización para quienes vendan tabaco a menores. También la aplicación de multas de entre 500 y 2000 pesos para los responsables de las oficinas. El gobierno dispuso el 0800-333-7258 para que los fumadores puedan asesorarse sobre los lugares donde pueden ser ayudados a dejar el cigarrillo.[8]

- Provincia de Catamarca: desde el 9 de octubre de 2007 comenzó a regir en todo el territorio provincial la ley antitabaco 5223. Ley que tiene por objeto establecer las normas relativas a la comercialización, publicidad y consumo del tabaco en todo el territorio de la Provincia de Catamarca, con el fin de proteger la salud de los ciudadanos del efecto nocivo y las graves consecuencias que del mismo se desprenden.[9]

- Provincia de Córdoba: desde el 1 de junio de 2006 comenzó a regir en todo el territorio provincial la ley antitabaco 9.113 que prohíbe fumar en lugares cerrados ya sean públicos o privados. También se establece la prohibición de vender tabaco en kioscos que estén ubicados a menos de 200 metros de cualquier edificio de instituciones de enseñanza y esparcimiento para menores de 18 años.[10]

- Provincia de Entre Ríos: por la ley 9862, promulgada en septiembre de 2008, se prohibió fumar en todos los ambientes cerrados con acceso al público en general, tanto en el sector público como en el sector privado, quedando comprendidos los espacios comunes a los ambientes cerrados tales como pasillos, escaleras, baños y vestíbulos.[11] Quedaron exceptuados de la prohibición de fumar: patios, terrazas, balcones y espacios abiertos. Esta excepción no alcanza a los lugares sanitarios y establecimientos educativos de cualquier nivel ya sean de carácter público o privado.[12]

- Provincia de La Rioja:  mediante la ley 7.525 se establecieron limitaciones respecto a la publicidad en el ámbito territorial. Asimismo, se establece la obligatoriedad de colocar en todo local privado abierto al público la leyenda “El Fumar es Perjudicial para la Salud”. Por último, prohíbe la venta o suministro de tabaco a menores de 18 años de edad. Se establece que las Instituciones Educativas de todos los niveles de educación deberán realizar anualmente jornadas de educación sobre el peligro del consumo de tabaco tanto para el fumador como para el no fumador. La Secretaría de Salud es la autoridad de aplicación quien deberá instrumentar un programa de difusión sobre la peligrosidad del uso y consumo del tabaco para la salud.[13]

- Provincia de Mendoza: la Ley 7.790[14] prohíbe fumar en todos los espacios cerrados con acceso público, tanto en el ámbito público o privado de la provincia, a excepción de patios, terrazas, balcones, espacios al aire libre, centros de salud mental y de detención de naturaleza penal o contravencional, salas de fiestas cuando sean utilizadas para eventos de carácter privado, o salas de juegos. Para el titular o responsable de un establecimiento que venda cigarrillos a personas menores de 18 años, las multas irán desde los 100 a los 1000 pesos, y en caso de reincidencia, se prevé la clausura total del local. Para las personas que fumen en lugares prohibidos, la ley dispone multas de 25 a 100 pesos, mientras para el propietario o director general del establecimiento donde no se haga cumplir la normativa, éstas van desde los 500 a los 2.000 pesos, y clausura total en caso de reincidencia.[15]

- Provincia de Neuquén: mediante la Ley N° 2.572,[16] promulgada promulgada el 6 de diciembre de 2007 y publicada en el boletín oficial el 18 de enero de 2008, se prohíbe fumar o mantener encendido cigarrillos, tabaco u otros productos hechos con tabaco en áreas cerradas interiores de edificios y vehículos estatales, establecimientos comerciales de uso público y medios de transporte público.

- Provincia de San Juan: mediante la ley 7.595[17] sancionada el 9 de junio de 2005 por la Cámara de Diputados provincial, queda prohibido fumar en el interior de locales y oficinas pertenecientes a todos los poderes públicos, entes de la administración centralizada y descentralizada, empresas públicas, empresas con participación estatal y sociedades del Estado. Asimismo, queda prohibido fumar en los medios de transporte público de pasajeros y en los locales de concurrencia pública que sean cerrados, donde deberán colocarse carteles que adviertan a los concurrentes: “En este lugar está prohibido fumar – Ley N.º 7.595”.

- Provincia de Santa Fe: la ley 12.432, sancionada el 10 de noviembre de 2005,[18] tiene como objetivo la participación de la comunidad y establece sanciones a las personas que fumen en lugares cerrados. Incluso permite que el infractor pueda ser retirado del lugar por la fuerza pública en el caso de resistirse a acatar la reglamentación. Las multas para las empresas tabacaleras que incumplan con los límites en la publicidad van desde los 75 mil hasta los 300 mil pesos. Por otra parte, se establece que los comercios donde se infrinja la ley, tendrán multas de 450 pesos a 1.050, pero los montos se duplicarán si en el momento de la contravención se detectan menores o embarazadas.[19]

- Provincia de Tucumán: el 29 de junio de 2006 la provincia de Tucumán puso en marcha la ley antitabaco N.º 7.575 que establece la prohibición de fumar en lugares de uso público cerrado. La ley fue promulgada un año antes y a partir de ese momento se realizó una intensiva campaña de difusión, educación y concientización acerca de la importancia de los ambientes libres de humo en toda la provincia.[20]